# Байкова, Евгения Васильевна
Байкова Евгения Васильевна (22 ноября 1907, Санкт-Петербург — 1997, Санкт-Петербург) — советская художница, живописец, член Ленинградской организации Союза художников РСФСР.

## Биография
Байкова Евгения Васильевна родилась 22 ноября 1907 года в Петербурге. В начале 1930-х училась в ленинградском художественно-промышленном техникуме.
В 1934 году Байкова поступила на живописное отделение Ленинградского института живописи, скульптуры и архитектуры. Занималась у Михаила Бернштейна, Бориса Фогеля, Семена Абугова, Генриха Павловского, Павла Наумова, Александра Осмеркина. В 1940 окончила институт по мастерской Александра Осмеркина с присвоением звания художника живописи в одном выпуске с Ольгой Богаевской, Глебом Савиновым, Михаилом Натаревичем, Александром Дашкевичем, Марией Перепелкиной и другими известными в будущем художниками. Дипломная работа — картина «Первая весть о передаче земли крестьянам».
После начала Великой Отечественной войны Байкова оставалась в Ленинграде, участвовала в обороне города. В 1944 была принята в члены Ленинградского Союза советских художников. Участвовала в выставках с 1934 года, экспонируя свои работы вместе с произведениями ведущих мастеров изобразительного искусства Ленинграда. Писала бытовые и тематические композиции, портреты, пейзажи. Наиболее полно особенности живописного дарования Байковой раскрылись в жанре натюрморта. Её манеру отличает некоторая монументальность формы, ясность и выразительность композиции, лаконизм и изысканность цветовой гаммы. Развитие индивидуального стиля шло в направлении усиления общей декоративности и конструктивной роли цветового пятна. Колорит работ сдержанный, чуть приглушенный, выдержан преимущественно в холодных тонах. Ощущение световоздушной среды достигается за счёт разбела краски и некоторой размытости контуров.
Среди созданных Байковой произведений картины «Лыжники» (1933), «Автопортрет» (1934), «Маки» (1947), «Фрукты» (1949), «С работы», «Молотьба» (обе 1951), «Рябина» (1958), «Хризантемы» (1960), «Мимозы» (1961), «На окне», «Цветы. Натюрморт» (обе 1964), «Цветы», «Завтрак», «Натюрморт с рыбой» (все 1970), «Осенний букет» (1976) и другие. Её персональная выставка состоялась в Ленинграде в 1983 году. Была замужем за художником В. И. Малагисом (1902—1974).
Скончалась в Санкт-Петербурге в 1997 году.
Произведения Е. В. Байковой находятся в Русском музее в Петербурге, в музеях и частных собраниях в России, Франции, Германии, Норвегии и ряде других стран.

## Выставки
- 1949 год (Ленинград): Отчетная выставка произведений живописи, скульптуры и графики за 1947—1948 годы.
- 1958 год (Ленинград): Осенняя выставка произведений ленинградских художников 1958 года.
- 1964 год (Ленинград): Ленинград. Зональная выставка произведений ленинградских художников 1964 года.
- 1975 год (Ленинград): Выставка произведений художников-женщин Ленинграда 1975 года.
- 1978 год (Ленинград): Осенняя выставка произведений ленинградских художников 1978 года.
- 1983 год (Ленинград): Выставка произведений Байковой Евгении Васильевны в залах ЛОСХ.
- 1984 год (Ленинград): Подвигу Ленинграда посвящается. Выставка произведений ленинградских художников, посвящённая 40-летию полного освобождения Ленинграда от вражеской блокады.
- 1995 год (Санкт-Петербург): 50-летию Великой Победы посвящается. Выставка произведений петербургских художников.
- 1997 год (Санкт-Петербург): Памяти учителя. Выставка петербургских художников - учеников мастерской А. А. Осмеркина в Мемориальном музее Н. А. Некрасова.